# Линија дин Вале (Олт)
Линија дин Вале (рум. Linia din Vale) насеље је у Румунији у округу Олт у општини Куртишоара. Oпштина се налази на надморској висини од 151 m.

## Становништво
Према подацима из 2002. године у насељу је живело 581 становника, од којих су сви румунске националности.